# Cankuzo (tỉnh)
Cankuzo là một trong 18 tỉnh của Burundi, nằm ở phía đông của đất nước.

## Hành chính
Tỉnh được chia thành 5 xã:
- Cankuzo
- Cendajuru
- Gisagara
- Kigamba
- Mishiha